# 塞巴斯蒂安·米利茨
塞巴斯蒂安·米利茨（德語：Sebastian Mielitz，1989年7月18日—）是德國的一位足球運動員。在場上司職門將。他現在在云达不来梅二队任守門員。